# 마르가리타섬

마르가리타 섬의 지도

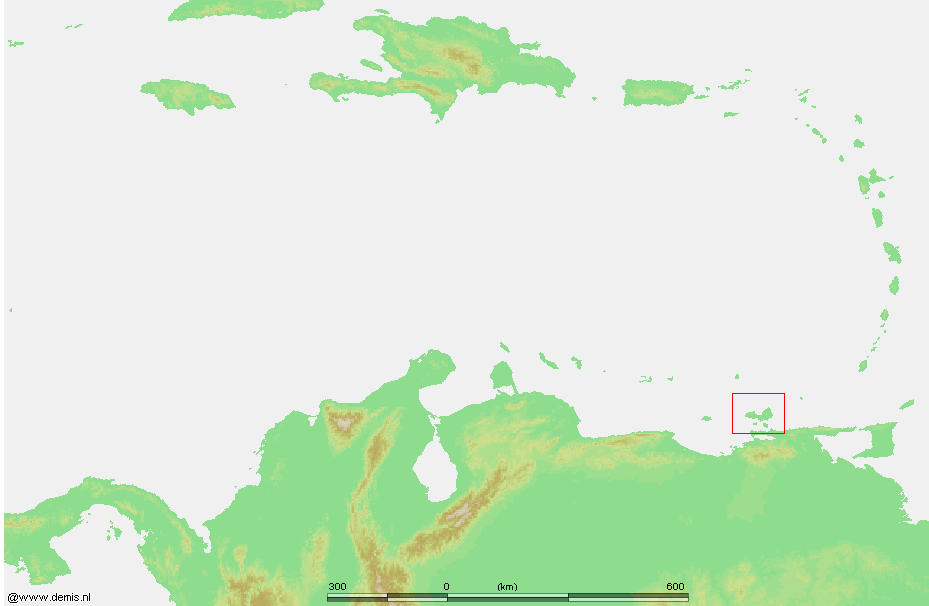
마르가리타 섬의 위치

마르가리타섬(스페인어: Isla Margarita, Isla de Margarita)은 베네수엘라 누에바에스파르타 주의 중심 섬이다. 베네수엘라 본토에서 38km, 카라카스에서 비행기로 30분 거리에 있는 섬으로 그 크기와 뛰어난 자연환경으로 ‘카리브 해의 진주’라고 불린다. 열대 풍경과 식민지시대의 역사적인 건물들이 조화를 이루어 이상적인 휴가지로 각광받는 장소이다. 아름다운 해변가는 물론이고 신선한 해산물도 가득하다.

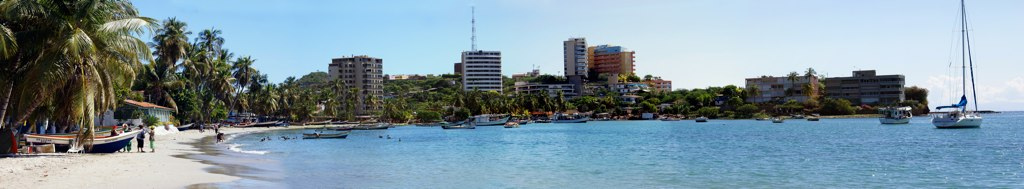
마르가리타섬의 파노라마